# 가미조 히로아키
가미조 히로아키(일본어: 上條 宏晃, 1989년 4월 22일 ~ )는 일본의 전 축구 선수이다.

## 구단 경력
과거 파지아노 오카야마에서 활동하였다.